# Burgstall Schwabegg
Schwabegg, im Volksmund auch Schlosskogel genannt, ist eine abgegangene mittelalterliche Höhenburg zwischen Texing und Frankenfels im Mostviertel in Niederösterreich.

## Geographische Lage
Die Burgstelle liegt zwischen Texingtal (obere Mank) und Weißenbachtal, einem Nebental des Pielachtals, an der Grenze zwischen der Texingtaler Ortschaft St. Gotthard und der Frankenfelser Tiefgrabenrotte. Sie befindet sich am Ende des Haltgrabens, am Fuß des Bichlbergs (859 m ü. A.) auf etwa 760 m ü. A. Höhe. Unweit am Pass (E4/652) steht das Schwabeck-Kreuz (ein barocker Bildstock).
Die Ruine liegt auf Texingtaler Gemeindegebiet (Katastralgemeinde St. Gotthard).

## Geschichte
Im 13. Jahrhundert ist ein Henricus Suevus de Tessingen (‚Heinrich [der] Schwabe von Texing‘, * unbek., † 1227) überliefert, dessen Todesdatum als urkundliche Ersterwähnung gilt. Er war mit einer Berta von Sooß vermählt.
1297 findet sich ein Ditricus de Swobsek (Dietrich von Schwabegg) erwähnt. 1367 verkaufte Konrad von Sooß den Besitz St. Gotthard – und wohl auch die Feste – an den St. Pöltner Dompropst Ulrich Feyertager. Der Ansitz dürfte in Folge bereits im 14. Jahrhundert aufgegeben worden sein, noch 1658 wird aber von der „öden Veste Schwabegg“ gesprochen. Seither ist sie nahezu vollständig eingefallen, fiel aber durch die abseitige Lage nicht dem Steinraub anheim.

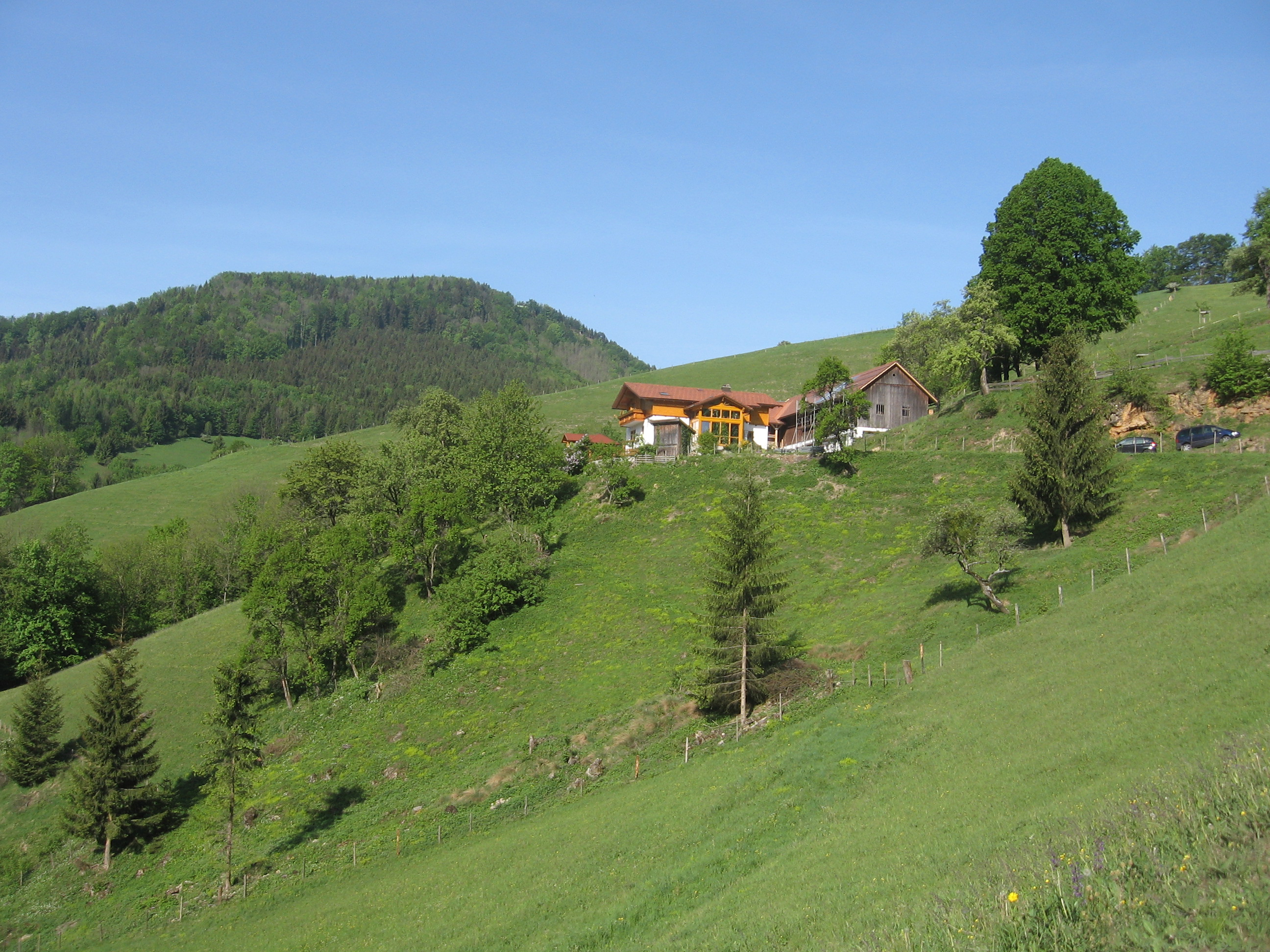
Schwabeck vom Haltgraben aus gesehen (2009)

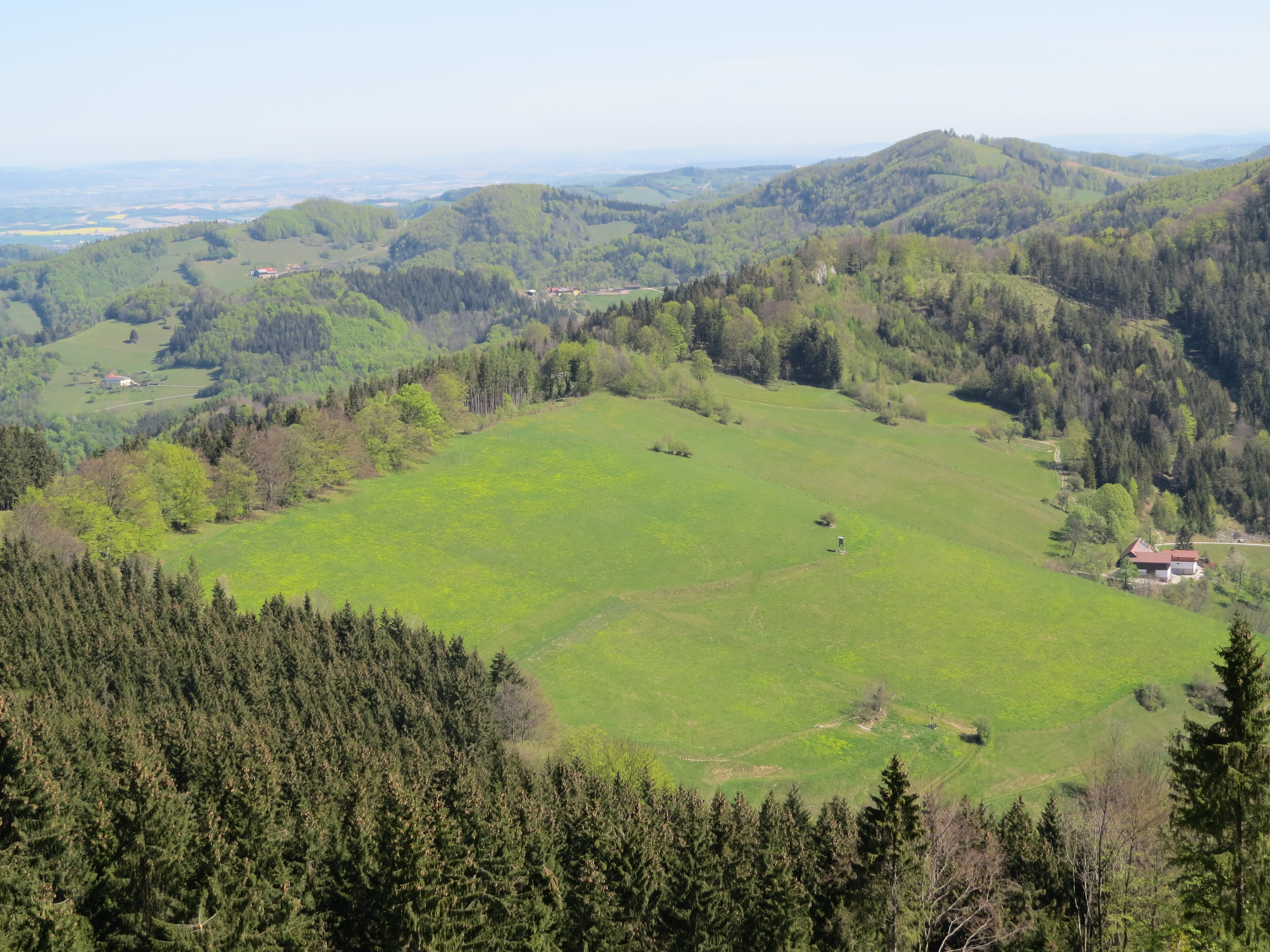
Blick auf Schwabeck vom Grüntalkogel aus gesehen (2019)

Das Gehöft Schwabeck – Tiefgrabenrotte 8, etwas unterhalb – existiert noch heute.

## Beschreibung
Die Burgstelle ist teilweise noch erhalten bzw. erkennbar. Sie ist frei aber erschwert zugänglich.